# Ті, хто бажають моєї смерті
Ті, хто бажає моєї смерті (англ. Those Who Wish Me Dead) — американський фільм-бойовик 2021 року режисера Тейлора Шерідана. У головних ролях знялися Анджеліна Джолі і Ніколас Голт. Прем'єра фільму запланована на 14 травня 2021.

## Опис
У Національному заповіднику штату Монтана Ганна Фабер працює пожежним наглядачем, сидячи в пожежній вежі, звідки спостерігає за околицями. До цього вона служила смоукджампером (рятувальником в парашутному загоні), але залишила цю посаду, тому що вважала себе винною в загибелі своїх колег. У якийсь момент Ганна помічає наляканого хлопчика Коннора Кассерлі. Їй вдається налагодити з ним контакт, після чого той з жахом розповідає, що на нього полюють двоє найманих вбивць, які хочуть його вбити, тому що перед цим він бачив, як вони вбили його батька (вони спровокували автокатастрофу, в яку потрапили Коннор з батьком, але Коннор не постраждав і йому вдалося втекти). Але ще до цього батько, передчуваючи біду, попросив Коннора в разі чого звернутися за допомогою до «того, кому можна довіряти».
Через деякий час до вежі приходять ті самі вбивці, батько і син Джек і Патрік Блеквелл. Оскільки Ганна за сумісництвом є ще й експертом з виживання в дикій природі, то їй з Коннором вдається відірватися від них. Бажаючи «вбити разом двох зайців» (усунути Коннора, як зайвого свідка, а заодно замести сліди вбивства його батька) Блеквелли підпалюють ліс і дуже скоро Ганна з хлопчиком виявляються в небезпечному становищі: вони постійно ризикують загинути від вогню, а Блеквелли невпинно йдуть за ними.

## У ролях
| Актор           | Роль                                         |
| --------------- | -------------------------------------------- |
| Анджеліна Джолі | Ганна Фабер (пожежна наглядачка)             |
| Фінн Літтл      | Коннор Кассерлі (хлопчик, якого рятує Ганна) |
| Ніколас Голт    | Патрік Блеквелл (найманий вбивця)            |
| Ейдан Гіллен    | Джек Блеквелл (батько Патріка)               |
| Джон Бернтал    | Паркер Гаррісон (шериф)                      |
| Тайлер Перрі    | Філіп (офіцер)                               |
| Медіна Сенгор   | Еллісон Соєр                                 |
| Джейк Вебер     | пан Кассерлі (батько Коннора)                |
| Джеймс Джордан  | Бен                                          |
| Торі Кіттлз     | Раян                                         |